# Michel Buillard
Michel Buillard (Pape’ete, 9 de setembre de 1950) és un polític francès a la Polinèsia Francesa.

## Biografia
Començà la carrera política com a alcalde de Pape’ete el 25 de juny de 1995, i romangué a l'alcaldia fins al 18 de març de 2001. Hi retornà el 16 de juny de 2002 i, actualment, continua ocupant el càrrec d'alcalde.
Quant a la política metropolitana, fou elegit diputat el 17 de maig de 1997 a la XIIa legislatura (1997-2002) per a la circumscripció de la Polinèsia Francesa. Forma part del grup parlamentari de la Union pour un Mouvement Populaire (UMP).